# 張忻
張忻（1590年—1658年），字静之，号北海，山東省萊州府掖縣（今山東省萊州市）人，明朝官员，末任刑部尚書。後仕清。

## 生平
天啟五年（1625年），登乙丑科進士，授河南夏邑知縣，崇祯元年（1628年）调任滑县。后授吏部主事、太常寺卿，以忤中贵，贬归故里。後以守莱有功，迁刑部尚书。崇祀乡贤。明亡，被俘于李自成军队，後授张忻为大同防御使，张忻借口有病不受，父子随即离京，归里。清军入關后，順治二年，以天津总督骆养胜举荐授兵部左侍郎，隨後擔任右副都御史、天津巡撫。

## 著作
張忻能诗善文，书法邢侗，画仿董其昌。著游夏草。著作有《清画家诗史、山左诗抄》。雍正《山东通志》卷二八之四《艺文志》收有他的诗集《三芸馆诗草》及《归围日记》。他撰有《清真教考》一书，书已佚，但《序》尚存于刘智《天方至圣实录》的附录中。其文阐明伊斯兰教义甚详。